# Pulderbos

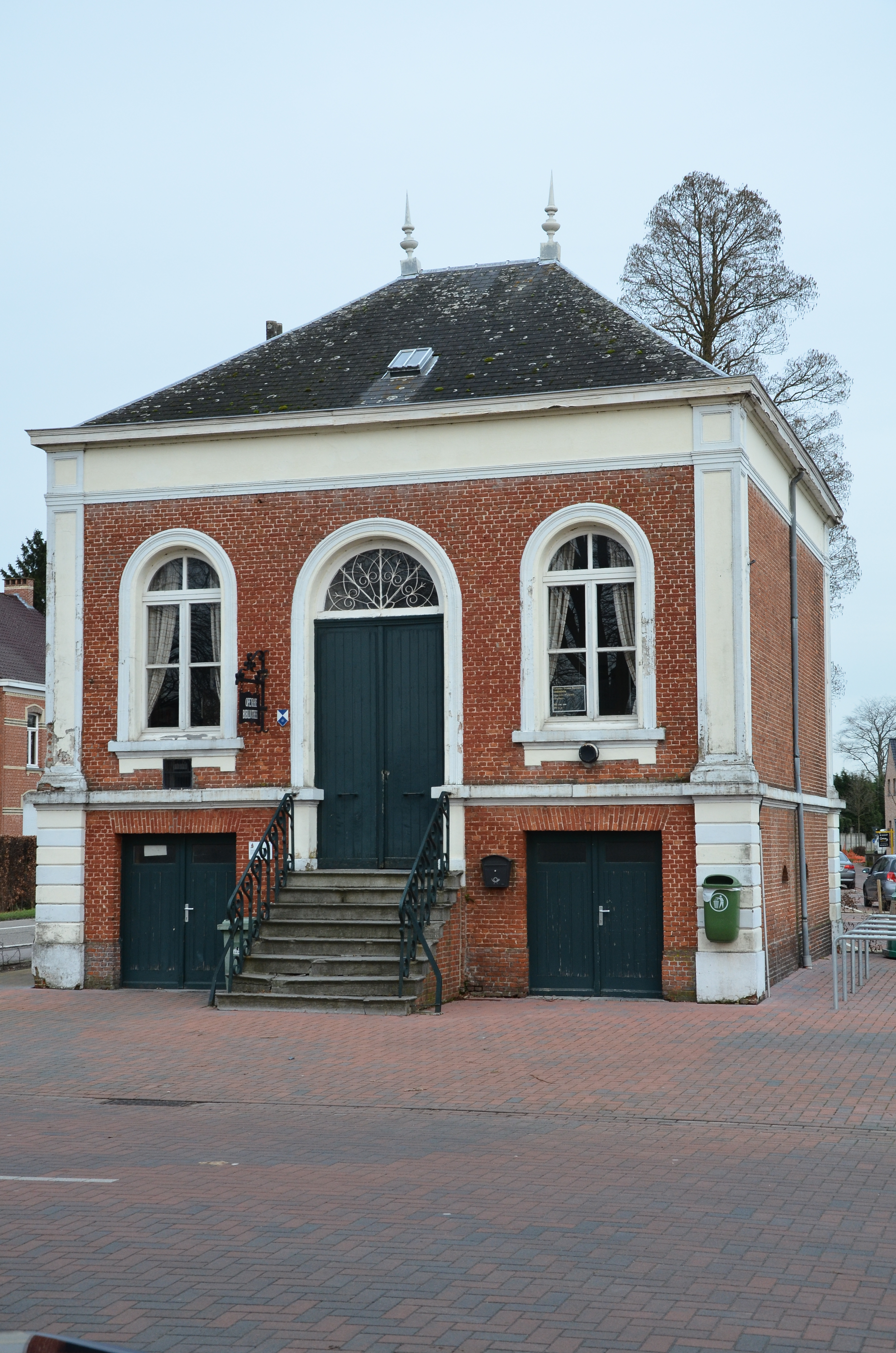
Het voormalige gemeentehuis

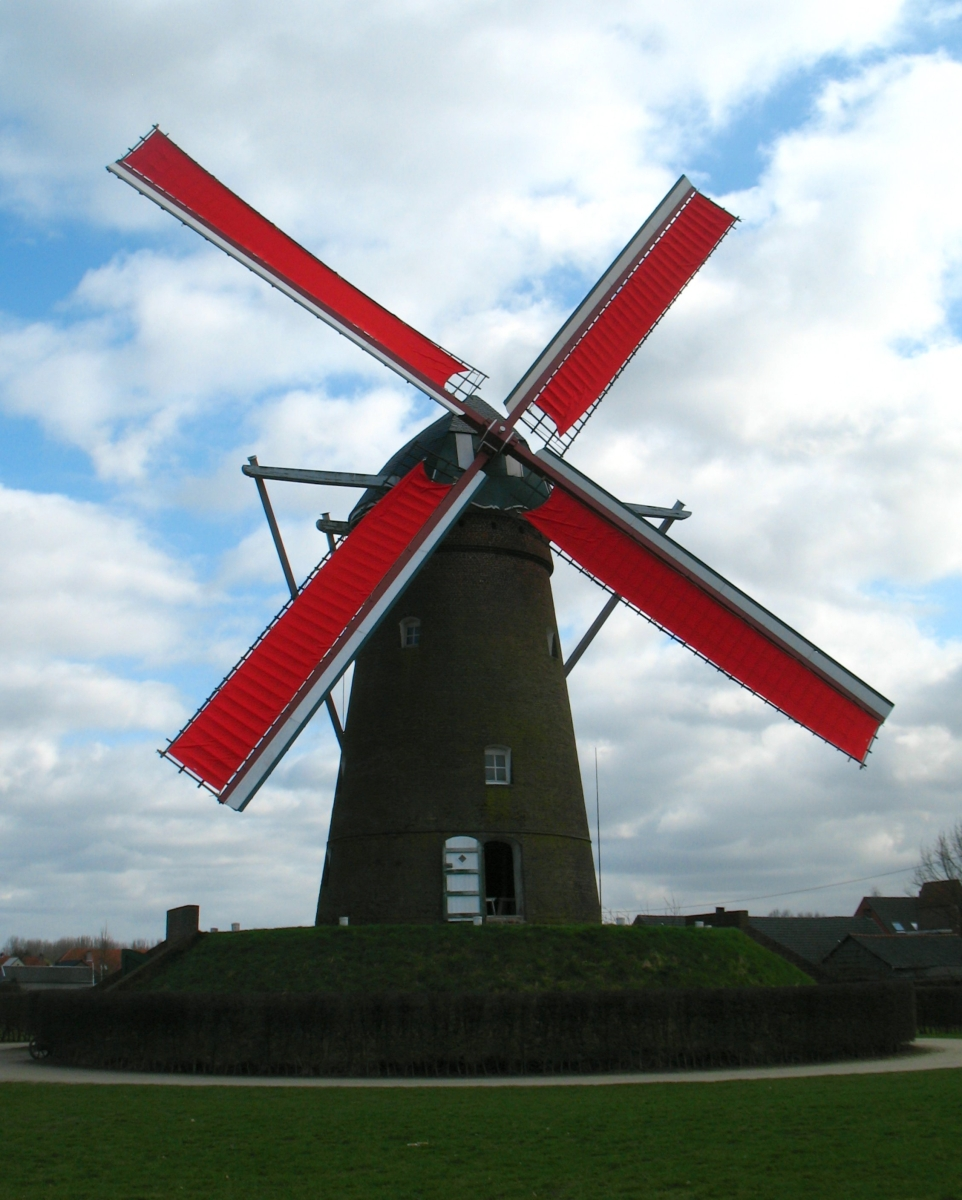
De Bergmolen

Pulderbos is een deelgemeente van de gemeente Zandhoven in de Belgische provincie Antwerpen (arrondissement Antwerpen). Pulderbos was een zelfstandige gemeente tot aan de gemeentelijke herindeling van 1977.

## Geschiedenis
Pulderbos werd voor het eerst vermeld in de 13e eeuw. Het was een heerlijkheid die in 1505 bezit was van Pieter van der Moelen, in 1559 van Gaspar Schetz, in 1644 van familie de Cotereau en in de 18e eeuw van de markiezen van Asse.
De parochie van Pulderbos is vermoedelijk een afsplitsing van de parochie van Pulle.
Pulderbos was een zelfstandige gemeente tot einde 1976.

## Geografie
Het dorp werd in 2008 officieel uitgeroepen tot het geografische middelpunt van de provincie Antwerpen.

## Demografische ontwikkeling
- Bronnen:NIS, Opm:1806 tot en met 1970=volkstellingen; 1976 = inwoneraantal op 31 december

## Bezienswaardigheden
- De Bergmolen. De windmolen werd opgericht door Petrus Meeussen in 1840, drie jaar later werd hij in gebruik genomen tot ongeveer 1953.[1][2]
- De Onze-Lieve-Vrouwekerk en pastorie "De Hemel"
- Voormalige pastorie "Sint-Huybrechts"
- Herenhuis "Het Vagevuur" aan het Dorp lag oorspronkelijk binnen dezelfde grote omwalling als de nrs. 11 (De Hemel) en 13 (De Hel). Het classicistische herenhuis klimt mogelijk op tot de 18de eeuw. Het huidige uitzicht is ontstaan in de eerste helft van de 19de eeuw. Het herenhuis werd in 1993 beschermd als monument.
- Voormalig tramstation en huidig café "In de Klok"
- Voormalig gemeentehuis van 1867, ontworpen door Eugeen Gife
- Onze-Lieve-Vrouwekapel
- Elektrisch museum van Gust van den Brande, museumhouder

## Natuur en landschap
Pulderbos ligt in de Kempen op een hoogte van 7-14 meter. Natuurgebieden in de omgeving zijn het Binnenbos in het zuidwesten en Krabbels-Lovenhoek in het noordoosten. Een systeem van kleinere beekjes stroomt in zuidwestelijke richting om zich uiteindelijk bij de Kleine Nete te voegen.

## Politiek

### Geschiedenis

#### Lijst van burgemeesters
| Tijdspanne | Tijdspanne  | Burgemeester                    |
| ---------- | ----------- | ------------------------------- |
|            | 1799 - 1802 | Petrus Vlam                     |
|            | 1802 - 1808 | Joannes Baptista Verpoorten     |
|            | 1808 - 1836 | Joannes Franciscus Verschueren  |
|            | 1836 - 1842 | Joannes Baptista Van Santvoort  |
|            | 1843 - 1848 | Guilielmus Anthonis             |
|            | 1848 - 1855 | Joannes Franciscus Verschueren  |
|            | 1855 - 1876 | Franciscus Antonius Vandewouwer |
|            | 1877 - 1892 | Joannes Baptista Van Mechelen   |
|            | 1893 - 1900 | Joannes Baptista Vandewouwer    |

| Tijdspanne | Tijdspanne  | Burgemeester                                        |
| ---------- | ----------- | --------------------------------------------------- |
|            | 1900 - 1901 | Michaël Geerts (waarnemend)                         |
|            | 1901 - 1926 | Joannes Franciscus Lenaerts (1901-1908: waarnemend) |
|            | 1927 - 1933 | Petrus Carolus Van Mechelen                         |
|            | 1933 - 1937 | ...                                                 |
|            | 1938 - 1944 | Louis Lenaerts                                      |
|            | 1944 - 1952 | F. Bollansée                                        |
|            | 1953 - 1958 | Jef Van Staeyen                                     |
|            | 1959 - 1976 | Ernest Van Loock (GBL)                              |

## Economie
- Voormalige brouwerij De swerte arend of De Hel.

## Sociale kaart
- Revalidatiecentrum Pulderbos. Het centrum bestaat uit een epilepsiecentrum-neurologische afdeling en een respiratoire afdeling voor kinderen en jongeren tot 21 jaar.

## Sport
- KFC Heidebloem Pulderbos, een voetbalclub actief in de 4de Provinciale Antwerpen

## Bekende inwoners
- Bob Peeters (1974), ex-voetballer, voetbaltrainer
- Eline De Roover en Else Belmans, wielrensters
- Ellen Bollansée, ex-wereldkampioene BMX

## Nabijgelegen kernen
Pulle, Zandhoven, Zoersel, Halle
1. ↑  De molen van Pulderbos; Gemeente Zandhoven
2. ↑  Windmolen Bergmolen; Inventaris Onroerend Erfgoed